# Теорема об открытом отображении
Теорема об открытом отображении утверждает
| Линейный непрерывный оператор {\displaystyle A}, отображающий банахово пространство {\displaystyle X} на все банахово пространство {\displaystyle Y}, является открытым отображением, то есть {\displaystyle A(G)} открыто в {\displaystyle Y} для любого {\displaystyle G}, открытого в {\displaystyle X}; |

Условиям теоремы об открытом отображении удовлетворяет, например, всякий ненулевой линейный непрерывный функционал, определенный на вещественном (комплексном) банаховом пространстве {\displaystyle X} со значениями в {\displaystyle \mathbb {R} } (или в {\displaystyle \mathbb {C} }).
Теорема доказана Стефаном Банахом. Из неё немедленно следует теорема Банаха о гомеоморфизме:
| Непрерывный линейный оператор {\displaystyle A}, отображающий взаимно однозначно банахово пространство {\displaystyle X} на банахово пространство {\displaystyle Y}, является гомеоморфизмом, то есть {\displaystyle A^{-1}} ― также линейный непрерывный оператор. |

## Обобщения
Теорема об открытом отображении допускает следующее обобщение:
| Непрерывный линейный оператор, отображающий совершенно полное топологическое векторное пространство {\displaystyle X} на бочечное пространство {\displaystyle Y}, есть открытое отображение. |